# Cribrilinoidea
Cribrilinoidea zijn een superfamilie van mosdiertjes (Bryozoa) uit de orde van de Cheilostomatida. De wetenschappelijke naam ervan werd in 1879 voor het eerst geldig gepubliceerd door Hincks.

## Families
- Cribrilinidae Hincks, 1879
- Euthyroididae Levinsen, 1909
- Polliciporidae Moyano, 2000
- Vitrimurellidae Winston, Vieira & Woollacott, 2014

Niet geaccepteerde families:
- Costulidae Jullien, 1886 → Cribrilinidae Hincks, 1879
- Puellinidae O'Donoghue & de Watteville, 1939 → Cribrilinidae Hincks, 1879